# Объедков, Иван Фаддеевич
Иван Фаддеевич Объедков (6 [22] июня 1913, с. Канаевка, Самарская губерния — 17 августа 1992) — советский партийный и государственный деятель, председатель Кировского облисполкома (1959—1964).

## Биография
В 1932 г. окончил Пугачёвский сельскохозяйственный техникум имени В. И. Чапаева, затем[когда?] — Горьковский сельскохозяйственный институт.
С 1932 года работал участковым агрономом Пугачёвской машинно-тракторной станции. В 1935—1937 годы служил в Красной армии, после чего работал агрономом Пугачёвского районного земельного отдела,
с 1939 года — агрономом-инспектором Горьковского областного управления сельского хозяйства, директором Ройкинской машинно-тракторной станции.
В 1941—1946 годы служил старшим помощником начальника оперативного отдела дивизии войск НКВД, участник Великой Отечественной войны. В 1946 году вступил в ВКП(б).
С 1946 года работал в Горьковском областном управлении сельского хозяйства (главный агроном, начальник зернового отдела, первый заместитель начальника управления), в 1954—1957 годы — в Арзамасской области (заведующий областным отделом сельского хозяйства).
С 1957 года — инструктор отдела партийных органов ЦК КПСС по РСФСР, после чего в июле 1959 года был назначен председателем исполкома Кировского областного Совета.
Депутат (от Кировской области) Совета Союза Верховного Совета СССР 6 созыва (1962—1966).
В 1964 году, потеряв слух после автоаварии, вышел на пенсию. Работал старшим научным сотрудником Кировского сельскохозяйственного института. Редактировал трёхтомник «Система ведения сельского хозяйства Волго-Вятской зоны», за который был удостоен серебряной медали ВДНХ.

## Творчество
С молодых лет публиковал в районных и областных газетах заметки и статьи на агрономические темы, литературные (о творчестве Е. Д. Петряева, О. М. Любовикова) и театральные рецензии. В 1950 году издал книгу очерков «Колхоз имени Тимирязева».
Писал стихи, часть из которых была опубликована. Автор рассказов, повестей, комедии (сатирической пьесы) «Юбилей в Стойле».

### Избранные произведения
Источник — Электронные каталоги РНБ Архивная копия от 3 марта 2016 на Wayback Machine
- Объедков И. Ф. Времена года : Нар. суждения о погоде. — 2-е изд. — Горький : Волго-Вят. кн. изд-во, 1988. — 158 с.
- Объедков И. Ф. Не жалея себя. — Киров : Волго-Вят. кн. изд-во, 1988. — 351 с. — (Содерж.: Не жалея себя: Роман в 3 повестях; Повести: У каждого своя война; За три дня до свадьбы; Рассказы: Не с неба беда; Капа) ISBN 5-7420-0034-0
- Объедков И. Ф. Последняя метель : Повести и рассказы. — Киров : Волго-Вят. кн. изд-во, 1979. — 216 с. — (Содерж.: Повести: Последняя метель; За три дня до свадьбы; Кармеликская история; Рассказы: В Орловском овраге; Портрет; Не с неба беда)

публицистика
- Объедков И. Ф. Колхоз им. Тимирязева : [Городец. район. — Горький] : Горьк. обл. гос. изд-во, 1950. — 92 с.
- Объедков И. Ф. Севообороты в Кировской области. — [Киров] : Волго-Вятское кн. изд-во, 1969. — 112 с.
- Объедков И. Ф. Снегозадержание на полях. — [Горький] : Горьк. обл. изд-во, 1949. — 20 с.

## Награды и звания
- Медаль «За отвагу»;
- Медаль «За оборону Москвы»;
- Медаль «За победу над Германией»[4];
- Орден Трудового Красного Знамени;
- Серебряная медаль ВДНХ[4].